# Pinus latteri
Pinus latteri  ist eine Pflanzenart aus der Gattung der Kiefern (Pinus) innerhalb der Familie der Kieferngewächse (Pinaceae). Das natürliche Verbreitungsgebiet liegt in Südostasien. Das Holz wird als Bauholz verwendet und zu Zellstoff weiterverarbeitet, in verschiedenen Ländern wird auch das Harz genutzt.

## Beschreibung und Ökologie

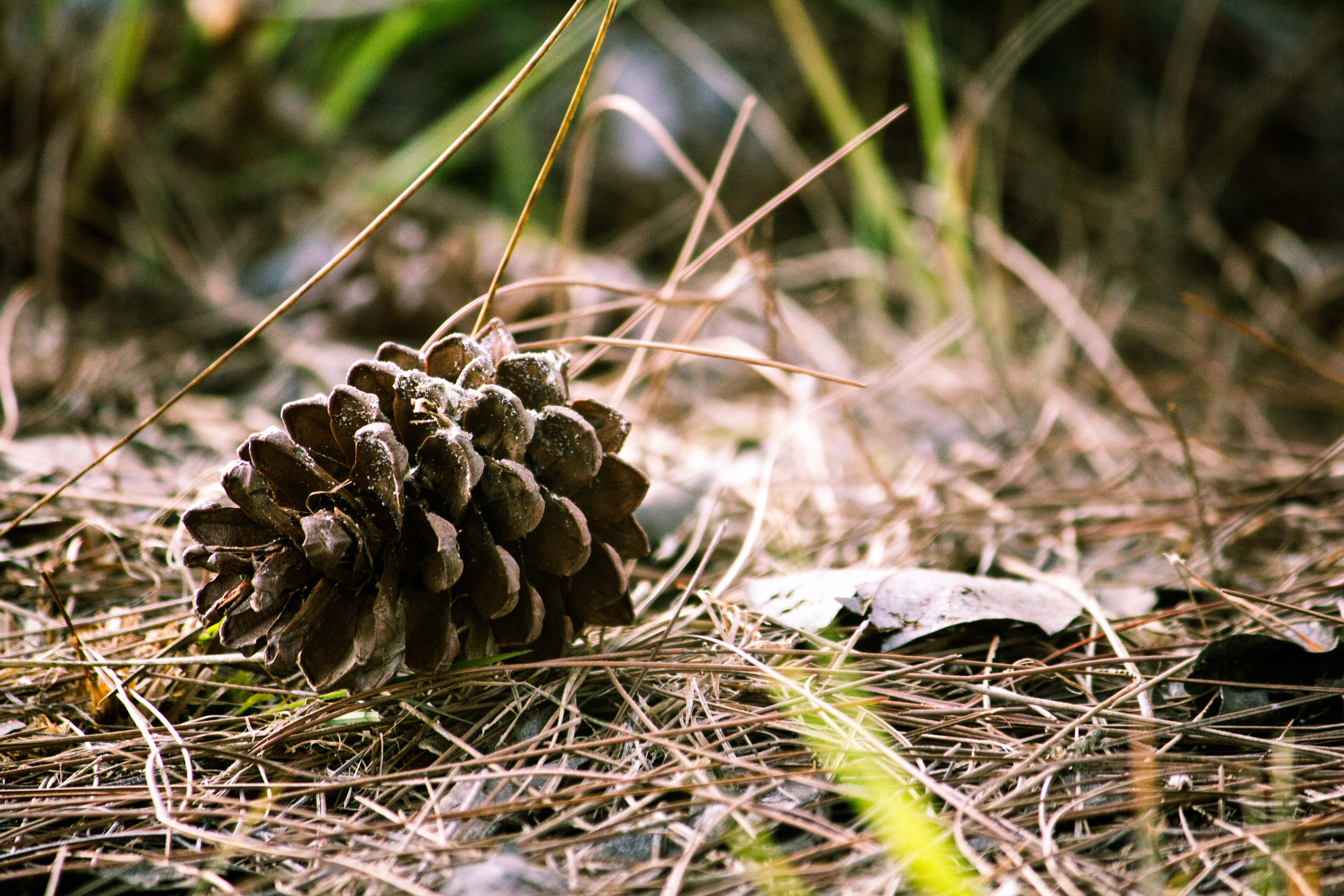
Zapfen

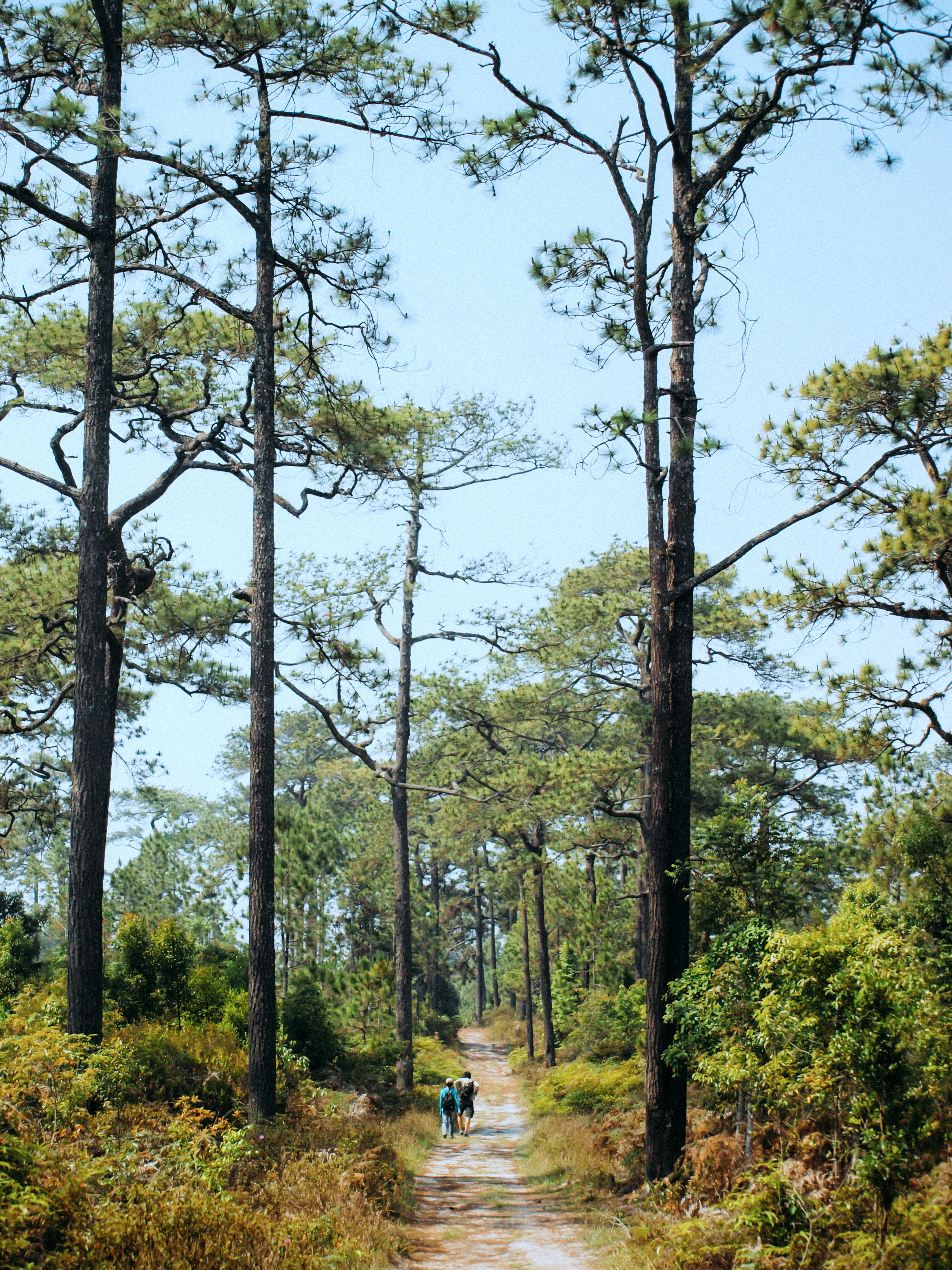
Habitus im Habitat

### Habitus
Pinus latteri wächst als immergrüner Baum, der Wuchshöhen von bis zu 30 Metern und Stammdurchmesser von bis zu 200 Zentimetern erreicht. Die Stammborke ist dick, schuppig und rau und zerbricht in viele kleine, dunkel-graue Platten. Die Äste stehen waagrecht oder aufgerichtet und bilden bei älteren Bäumen eine breit kuppelförmige bis schirmförmige Krone. Die benadelten Zweige sind kräftig mit kahler, brauner oder dunkel-brauner Rinde.

### Knospen und Nadeln
Die Winterknospen sind braun, zylindrisch und nicht harzig, endständige Knospen erreichen eine Länge von 1,5 bis 2 Zentimetern. Die Knospenschuppen sind braun. Die Nadeln wachsen paarweise in einer bleibenden, 15 bis 20 Millimeter langen basalen Nadelscheide. Die Nadeln sind matt-grün, lang und dünn, steif, gerade, 15 bis 25 manchmal auch 27 Zentimeter lang und etwa 1,5 Millimeter dick. Der Querschnitt ist halbkreisförmig, der Nadelrand fein gesägt und das Nadelende spitz. Auf allen Nadelseiten gibt es mehrere feine Spaltöffnungslinien. Je Nadel werden zwei mittige Harzkanäle gebildet.

### Zapfen und Samen
Die Pollenzapfen wachsen aufrecht und spiralig angeordnet in Gruppen. Die Pollenzapfen sind bei einer Länge von 2 bis 3 Zentimetern zylindrisch.
Die Samenzapfen wachsen meist einzeln, selten paarweise, an jungen Zweigen. Die Samenzapfen haben einen kräftigen, etwa 1 Zentimeter langen Stiel und stehen beinahe im rechten Winkel von den Zweigen ab. Die Samenzapfen sind geschlossen bei einer Länge von meist 6 bis 10 (5 bis 13) Zentimetern eiförmig-konisch. Geöffnet sind sie mit Durchmessern von 4 bis 9 Zentimetern breit-eiförmig mit abgeflachter Basis. Die Samenschuppen sind anfangs grün und bei Reife hell rötlich-braun, holzig, steif, länglich und in der Mitte größerer Zapfen etwa 3 Millimeter lang und 1,2 bis 1,5 Millimeter breit. Die Apophyse ist glänzend rot-braun bis dunkel-braun, erhöht, mit rhombischem oder unregelmäßig fünfeckigem Umriss, deutlich quer gekielt und radial gestreift oder gerillt. Der Umbo ist flach oder etwas eingesenkt, zum Ende hin stumpf und unbewehrt. Die Samen sind bei einer Länge von 5 bis 8 Millimetern sowie einem Durchmesser von etwa 4 Millimetern ellipsoid bis verkehrt-eiförmig, leicht abgeflacht und grau-braun. Der Samenflügel ist schmal, 20 bis 25 Millimeter lang und bleibend.
Die Bestäubung erfolgt von März bis April. Die Zapfen reifen im zweiten Jahr im Oktober.

## Vorkommen und Gefährdung
Das natürliche Verbreitungsgebiet von Pinus latteri liegt in Südostasien in Vietnam, Thailand, Laos, Kambodscha, Myanmar und in China. In China findet man Pinus latteri in den Provinzen südwestliches Guangdong, südliches Guangxi und auf Hainan. Auf Hainan wurde sie wahrscheinlich eingebürgert.
Sie wächst von Meereshöhe bis in Höhenlagen von 1200 Metern. Sie bildet mehr oder weniger offene Bestände auf Flussterrassen mit sandigen oder kiesigen Böden oder auf jahreszeitlich trockenem Hügelland. Pinus latteri bildet als Anpassung an häufige Steppenfeuer am Beginn ihrer Entwicklung ein Grasstadium aus und kann so schnell offene Gebiete auf nährstoffarmen Böden wiederbesiedeln. Das Verbreitungsgebiet liegt im Bereich des Südost-Monsuns mit hohen Niederschlagsmengen, so in Myanmar und Thailand bei etwa 1500 Millimetern im Jahr. Auf trockenerem Hügelland, etwa in Myanmar, wächst sie häufig in Wäldern, die von Zweiflügelfruchtbäumen (Dipterocarpus) dominiert werden. Das Verbreitungsgebiet wird der Winterhärtezone 9 bis 10 zugeordnet mit mittleren jährlichen Minimaltemperaturen von −6,6 bis +4,4 °C (20 bis 40 °F).
In der Roten Liste der IUCN wird Pinus latteri als „Near Threatened“ = „gering gefährdet“ geführt. Es wird jedoch darauf hingewiesen, dass eine Neubeurteilung ausständig ist.

## Systematik
Die Erstbeschreibung von Pinus latteri erfolgte 1849 durch Francis Mason in Journal of the Asiatic Society of Bengal, Band 18, Teil 1, S. 74. Das Artepitheton latteri ehrt den Entdecker der Art, einen "Captain Latter", dem Entdecker und ersten Engländer, der seArt gesehen hat.
Die Art Pinus latteri gehört zur Untersektion Pinus der Sektion Pinus in der sie der Untergattung Pinus innerhalb der Gattung Pinus. Pinus latteri ähnelt stark der auf Sumatra und den Philippinen heimischen vikarianten Art Pinus merkusii. Als wichtiges Unterscheidungsmerkmal zwischen den beiden Arten wurde das Grasstadium der Sämlinge als Anpassung an häufige Steppenfeuer gesehen. Da dieses Stadium inzwischen bei beiden Arten beobachtet wird, ist es fraglich, ob die Unterschiede in der Morphologie, die nur quantitativen Charakter haben, den Artstatus rechtfertigen. Falls nicht, müsste Pinus latteri als Varietät Pinus merkusii var. latteri (Mason) Silba oder Unterart Pinus merkusii subsp. latteri (Mason) D.Z.Li von Pinus merkusii aufgefasst werden. Weitere Synonyme der Art sind Pinus ikedae Yamam., Pinus merkusii var. tonkinensis (A.Chev.) Gaussen ex Bui und Pinus tonkinensis A.Chev.

## Verwendung
Das Holz von Pinus latteri wird in Südostasien als Bauholz, zur Herstellung von Türen, Fensterrahmen und Böden, manchmal auch für Paneele verwendet. Das Holz wird traditionell zu Holzkohle weiterverarbeitet. Große Mengen werden heute zur Erzeugung von Zellstoff genutzt. In einigen Ländern wird das Harz gewonnen und weiterverarbeitet. In China wird es auch für medizinische Zwecke eingesetzt. Aus der Rinde werden Tannine gewonnen, aus den Nadeln Terpentin. Pinus latteri wurde in mehreren Staaten Afrikas zur Aufforstung gepflanzt, doch konnte sich die Art nicht gegen die heimische Pflanzenwelt durchsetzen.